# 小行星1515
小行星1515（1515 Perrotin）是一颗围绕太阳公转的小行星。1936年11月15日，安德烈·帕特里在尼斯发现了此天体。
該小行星以法國天文學家亨利·約瑟夫·阿納斯塔斯·佩羅坦命名。
这颗小行星的绝对星等为350.2033863717232等。